# Mac Davis
Morris Mac Davis, conosciuto come Mac Davis (Lubbock, 21 gennaio 1942 – Nashville, 29 settembre 2020), è stato un cantautore statunitense.

## Biografia
Originario di Lubbock (Texas), si trasferì ad Atlanta per formarsi e dove scrisse diversi brani crossover. Iniziò a scrivere per Elvis Presley e fu coautore tra l'altro delle hit Memories, In the Ghetto e A Little Less Conversation.
Negli anni '70 e '80 intraprese una carriera solista che lo portò a produrre circa venti album in studio. Quelli che ne hanno decretato il successo da cantautore furono soprattutto Baby, Don't Get Hooked on Me (1972) e Stop and Smell the Roses (1974). Un suo brano di grande impatto nella musica country pop statunitense fu Baby, Don't Get Hooked on Me (1972). Le sue canzoni sono state cantate da Bobby Goldsboro, Kenny Rogers, Dolly Parton, Rascal Flatts, O.C. Smith, Freddie Hart, Ray Price e altri.
Lavorò anche, ma solo occasionalmente, come attore: i suoi crediti cinematografici e televisivi comprendono I mastini del Dallas (1979), La stangata II (1983), le serie TV Webster (1986), 8 semplici regole, That '70s Show. Nel 1989 collaborò con Dolly Parton nell'album White Limozeen.
Nel 2006 fu inserito nella Songwriters Hall of Fame. Inoltre ha una stella presso la celebre Hollywood Walk of Fame ed è presente nella Georgia Music Hall of Fame e nella The Texas Country Music Hall of Fame. Nel 2010 fu coautore del brano Time Files, presente nell'album Hurley degli Weezer e nel 2013 coautore della canzone Addicted to You del DJ svedese Avicii (2013).

## Discografia
- 1970 - Song Painter
- 1971 - I Believe in Music
- 1972 - Baby, Don't Get Hooked on Me
- 1973 - Mac Davis
- 1974 - Stop and Smell the Roses
- 1974 - All the Love in the World
- 1975 - Burnin' Thing
- 1976 - Forever Lovers
- 1977 - Thunder in the Afternoon
- 1978 - Fantasy
- 1979 - The Mac Davis Collection
- 1979 - Greatest Hits
- 1980 - It's Hard to Be Humble
- 1980 - Texas in My Rearview Mirror
- 1981 - Midnight Crazy
- 1982 - Forty '82
- 1983 - Who's Lovin' You
- 1984 - Very Best and More
- 1984 - Soft Talk
- 1985 - Till I Made It with You
- 1986 - Somewhere in America
- 1994 - Will Write Songs for Food
- 2000 - The Best of Mac Davis
- 2006 - 20th Century Masters: The Millennium Collection
- 2007 - The Best of Mac Davis